# 古巴互联网

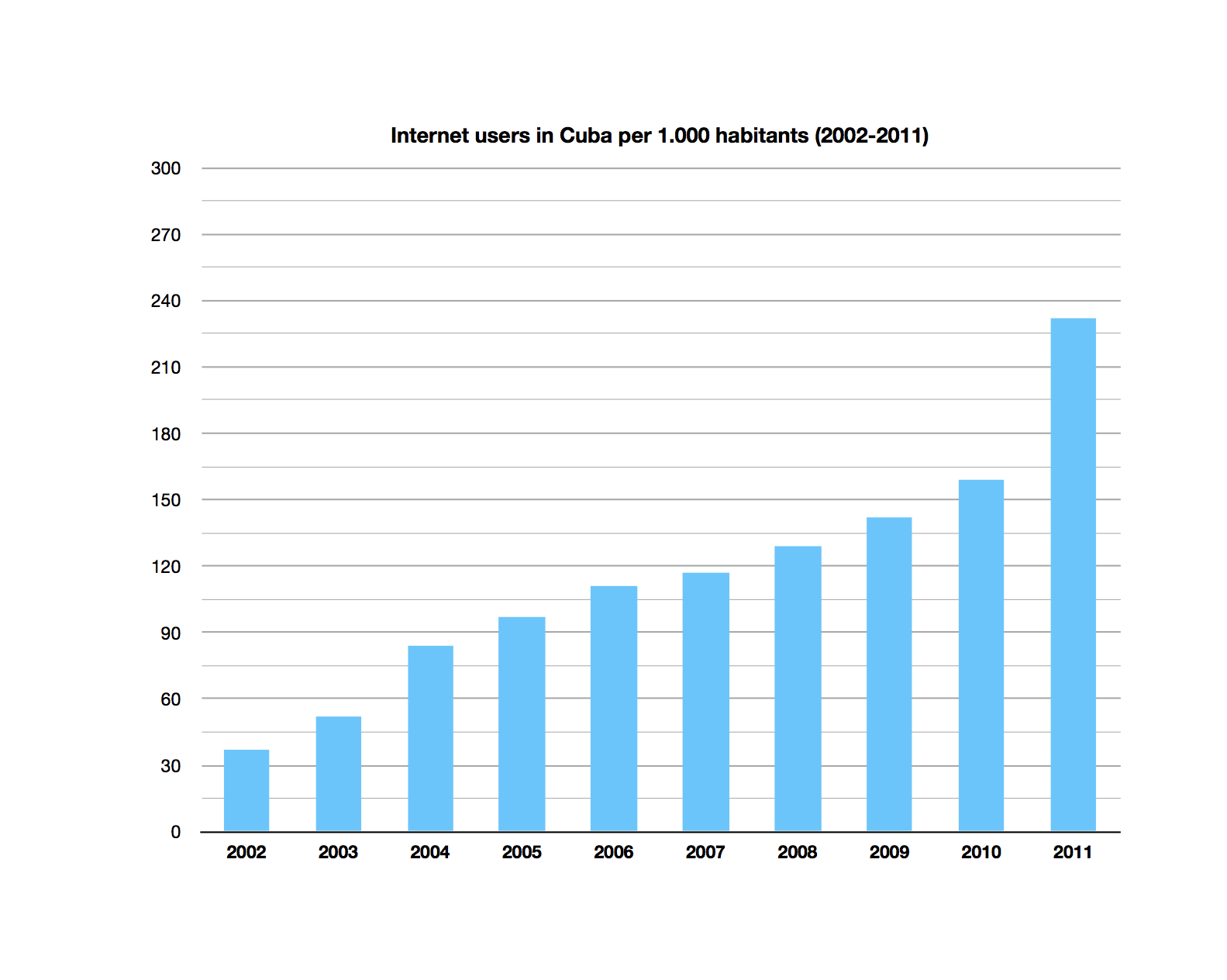
根据古巴官方统计网站ONE数据，每1000人中的网民数量（2002-2011）

根据世界银行2013年的统计数据，互联网的使用情况明显与人均国内生产总值相关

古巴互联网的特点是连接数量少、带宽受限、存在审查并且成本高。从20世纪90年代末期古巴引入互联网开始，因为资金的缺乏、政府严格的管制、美国对古巴的封锁和高昂的成本，古巴的互联网就处于发展缓慢的状态。从2007年开始情况开始缓慢地改善。当时个人家庭拥有互联网仍然是非法的，人们需要通过政府开设的网咖上网。在2014年，古巴的互联网使用率达到30%。2015年，古巴政府首次在公共场所一次性地开放了35个Wi-fi热点，并且在国营网咖实行了提速和降价。2018年12月，古巴全面开放3G手机上网功能，2019年，开始提供有限的4G网络覆盖。
古巴是世界上互联网覆盖率较低的国家之一，2019年,古巴的互联网覆盖率有39%。

## 历史
古巴的第一个互联网连接建立于1996年9月，以64Kbit/s的速度连接到美国的斯普林特公司的线路。自20世纪90年代引入互联网以来，古巴互联网的发展停滞不前。对于为什么互联网访问权限被限制的问题，人们的看法有所分歧，但人们认为有以下几个因素：
- 在苏联解体之后，古巴政府担心外资会损害国家主权，而古巴本身的经济状态不佳，缺乏用于互联网方面的资金；[8][9]
- 美国对古巴的封锁（英语：United States embargo against Cuba）导致海底光缆被延迟，并使电脑、路由器等基础设施价格昂贵且难以获得。[8]
- 按照古巴信息和通信部副部长鲍里斯·莫雷诺·科多韦斯的说法，美国的古巴民主法案（英语：Torricelli Act）（作为美国对古巴封锁的一部分）将电信行业视为颠覆1959年古巴革命的一个工具，必要的技术已经调拨给反革命分子。互联网也被美国视为古巴经济发展必不可少的一部分。[10]

古巴和美国之间的政治局势正在逐步改善。近几年来美国的法律进行了修改，以鼓励与古巴建立通信线路。2009年美国总统奥巴马宣布，允许美国公司向古巴提供互联网服务。然而古巴政府拒绝了美国的帮助，转而与委内瑞拉政府进行合作。
在古巴解冻之后，谷歌在古巴发布了若干应用。2016年3月，奥巴马访问古巴，并宣布Google将帮助古巴建设互联网服务。

## SNET
SNET（Street Network的缩写）是古巴的基层无线社区网络，它让人们可以通过使用互连的家庭网络来玩游戏或盗版电影。
随着时间的流逝和Wi-Fi技术的兴起，网络逐渐发展并开始分组，出现了社交化空间，例如论坛和更好地组织自身的最低限度规则。SNET身份很简单，就像Red de la Calle一样，缩写为英语。
相同的加速增长，利益的混合以及对保存所取得成就的渴望，迫使该网络成熟到一个空间，所有年龄，性别和不同兴趣的人们都参与其中，并使用为学习，工作，娱乐或学习而建立的基础设施。只需与其他人交流或立即共享信息。

#### SNET
SNET是一个社区项目，它将所有促进使用技术的人们召集在一起，旨在对我们的社会产生积极影响并发展技术文化。通过创建促进知识获取的空间，通过数字或物理方式使其成员社会化和健康娱乐，力求他们共享空间，促进责任，竞争精神，喜悦，团结和成长等价值观以人类的一般方式借鉴他人的经验。
该网络具有一组规则，这些规则指示社区的行为，并维护秩序并使其专注于其目标。

##### 目标
- 强调有助于社会计算机化的教育工作，从而使每个人都拥有更深厚的技术文化，并可以在工作，学校和整个社会的新重点上提供支持。
- 营救和人们价值观的形成。
- 创建空间，您可以在其中进行连续的活动和友好的会议。
- 创建一个技术平台，以帮助计算，自动化，通信领域的专业人员工作，并且一般而言，对于可以利用网络来增强其工作水平的任何专业人员来说，都是如此。
- 促进电子体育运动，使古巴可以在另一个领域进行国际竞争并取得令人满意的成就，这也向我们展示了我们也可以训练我们的思维方式。
- 获得法律支持，以改善网络本身，与公共服务合作以及组织更高质量的活动。
- 促进古巴人民的良好道德操守。

##### 政府接管
2019年5月，古巴信息和通信部（MINCOM）宣布了第98号和第99号决议，限制无线传输功率和室外电缆，使SNET等社区网络成为非法。由于SNET是世界上最大的无法访问国际互联网的社区网络，因此该决议的实施被推迟了60天，以供SNET管理员与MINCOM进行谈判。谈判以决定将SNET的服务和内容转移到古巴政府垄断的运营商 ETECSA，并通过古巴全国范围内的611个青年计算机俱乐部（YCC）的链接为基础进行访问。
新法规授权人们在其家庭和企业中安装WiFi设备，以访问YCC和公共WiFi热点。政府说SNET“将随着YCC和ETECSA的基础设施的增加而增长”，并声称第98和99号决议的目的是扩大访问范围，但SNET社区中的许多人将此举视为政府没收其物理和知识产权

#### 结构
结构
SNET由许多节点的互连组成。节点由一小组人组成，这些人在网络中相互连接，并主要根据地理位置来按地区或城市进行分组。
区域：可以称为同一节点下多个节点联合的区域。有时也称为大节点。
Network Manager团队的结构由以下组成：
管理团队：由每个节点的管理员和网络的协作者组成。他们负责：
- 创建，改善和执行网络监管。
- 创建网络文档。
- 规划并进行网络基础架构的更改。
- 计划并进行组织结构的变更。
- 规划和建立网络服务的服务和配置。
- 确保达到每个服务的质量参数的同时，网络得到有效利用。
- 领导，监视或支持网络中现有的不同工作团队。
- 使所有用户了解网络的各种变化或现有问题。

## 现状

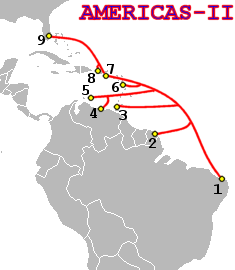
2000年，AMERICAS-II海底光缆线路，途经古巴

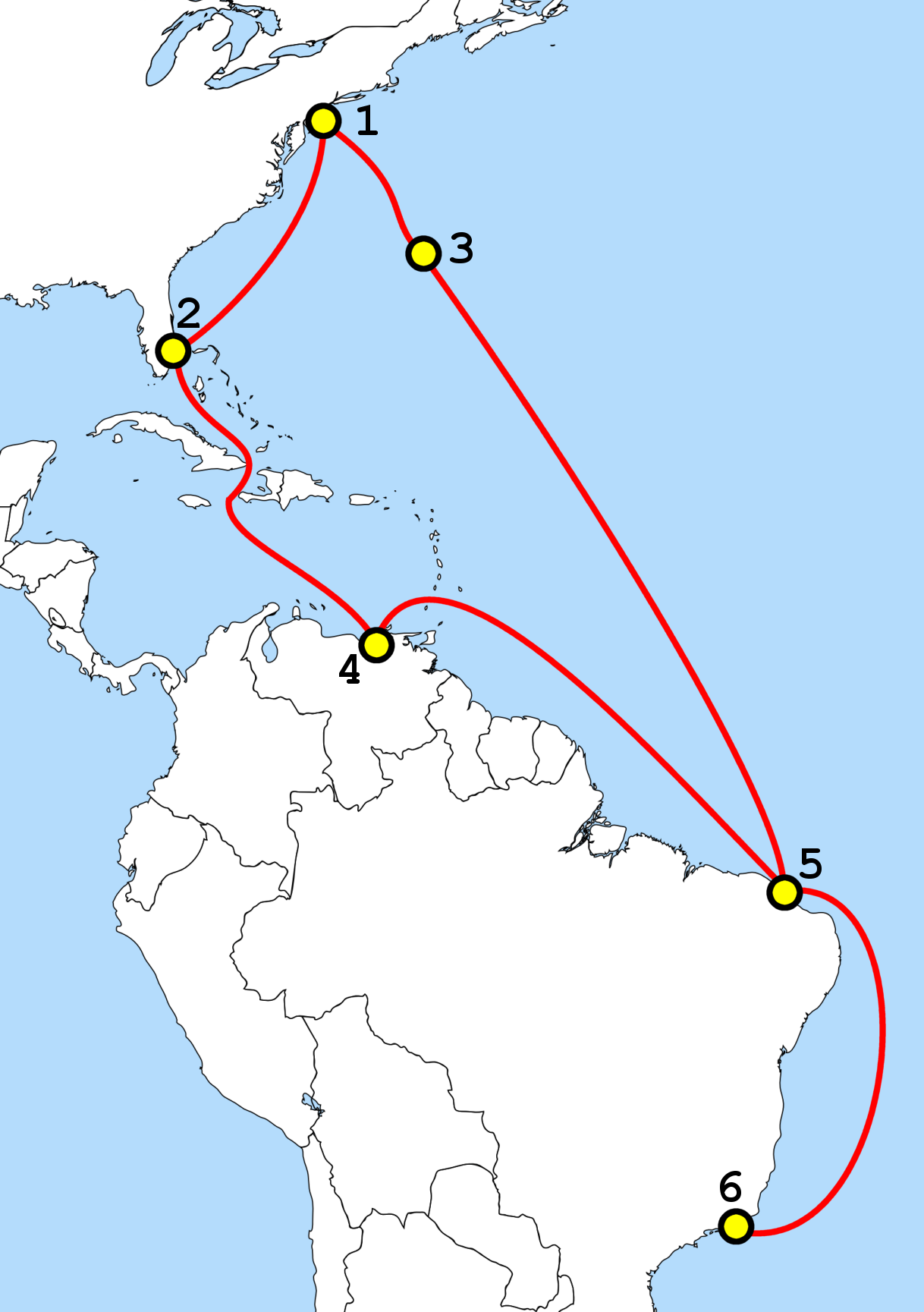
2001年，GlobeNet系统，其中包括一条途经古巴的海底光缆

古巴国内的电信基础设施范围有限，只适合互联网的早期发展。以前在古巴几乎没有宽带上网，移动网络覆盖范围有限，并使用“第二代”的技术，这种技术适合于语音会话和文本消息，但不适合互联网应用。古巴和世界其他地方的通讯受到各种限制。古巴和全球互联网直接的总带宽只有209Mbit/s（上行）和379Mbit/s（下行）。
在2012年，古巴全国有大约30%的人口（3百万用户，世界排名第79）能够访问到互联网。通过卫星连接的互联网导致上网费用很高。在网咖消费，访问国内网络平均每小时要花费1.5美元，访问国际网络平均每小时要花费4.5美元，而人们每月平均薪水只有20美元。如果个人想要拥有电脑或手机，需要经过非常难以通过的许可，这种情况一直持续到2008年。因为带宽有限，当局会优先考虑那些集体使用互联网的地方，例如工作场所、学校和研究中心等那种共用电脑或网络的地方。
2011年古巴计划架设一条通向委内瑞拉的新海底光缆。2011年2月，连接古巴和牙买加与委内瑞拉的海底光缆架设完毕，当时预计网速可以提高到原先的3,000倍。当时预计在夏天光缆就可以投入使用，但2011年10月的报告指出光缆仍未就绪。古巴政府对此问题未发表评论，导致人们认为这个项目是因为古巴政府腐败才无法完成的。2012年5月，有报告指出光缆可以投入运作，但仅限于古巴和委内瑞拉政府部门。公众仍然需要使用更慢和更昂贵的卫星链接来访问互联网，直到2013年1月网速提高。
政府官员和外国游客有一个连接到互联网的专门线路，而公众所用的线路内容受限。大多数情况下普通公众使用一个由政府控制的内部网和国内的电子邮件系统。内部网包括拥护政府的网站例如百科全书EcuRed等。这与朝鲜的光明网、缅甸和伊朗的网络情况类似。
从2013年6月4日开始，古巴人可以通过国内ETECSA公司提供的服务连接到互联网。該公司在全國設有118個服務中心。古巴报纸《起义青年报》指出互联网覆盖区域会逐渐扩散到古巴各地。访问互联网的费用是一小时4.5CUC（内部网为每小时0.60CUC，电子邮件服务是每小时1.50CUC），但是对于平均每月收入20美元的古巴人来说仍然有点昂贵。
在2016年初，ETEC S.A.开始在古巴的家庭推出宽带互联网服务试点，以推广宽带互联网服务。

### 前景
古巴互联网的可用性和使用情况正在缓慢改善，受过良好教育的古巴人对互联网有着很强烈而又被压抑着的需求。当2008年购买电脑合法化之后，私人持有的电脑数量急剧上升（2008年古巴共有63万台电脑，比2007年多了23%）。
中国是古巴第二大贸易伙伴，是最大的古巴产品进口国。中国保证会“向古巴提供援助，以改善其社会和经济发展”。中国网络设备和技术已达到世界级，而且中国有在发展中国家建设国内通信设施的经验
2009年，古巴向美国公司TeleCuba Communications授予许可，允许其在佛罗里达州的基韦斯特和哈瓦那之间铺设海底光缆，虽然双方之间的政治考量阻止了项目的推进。

## 审查

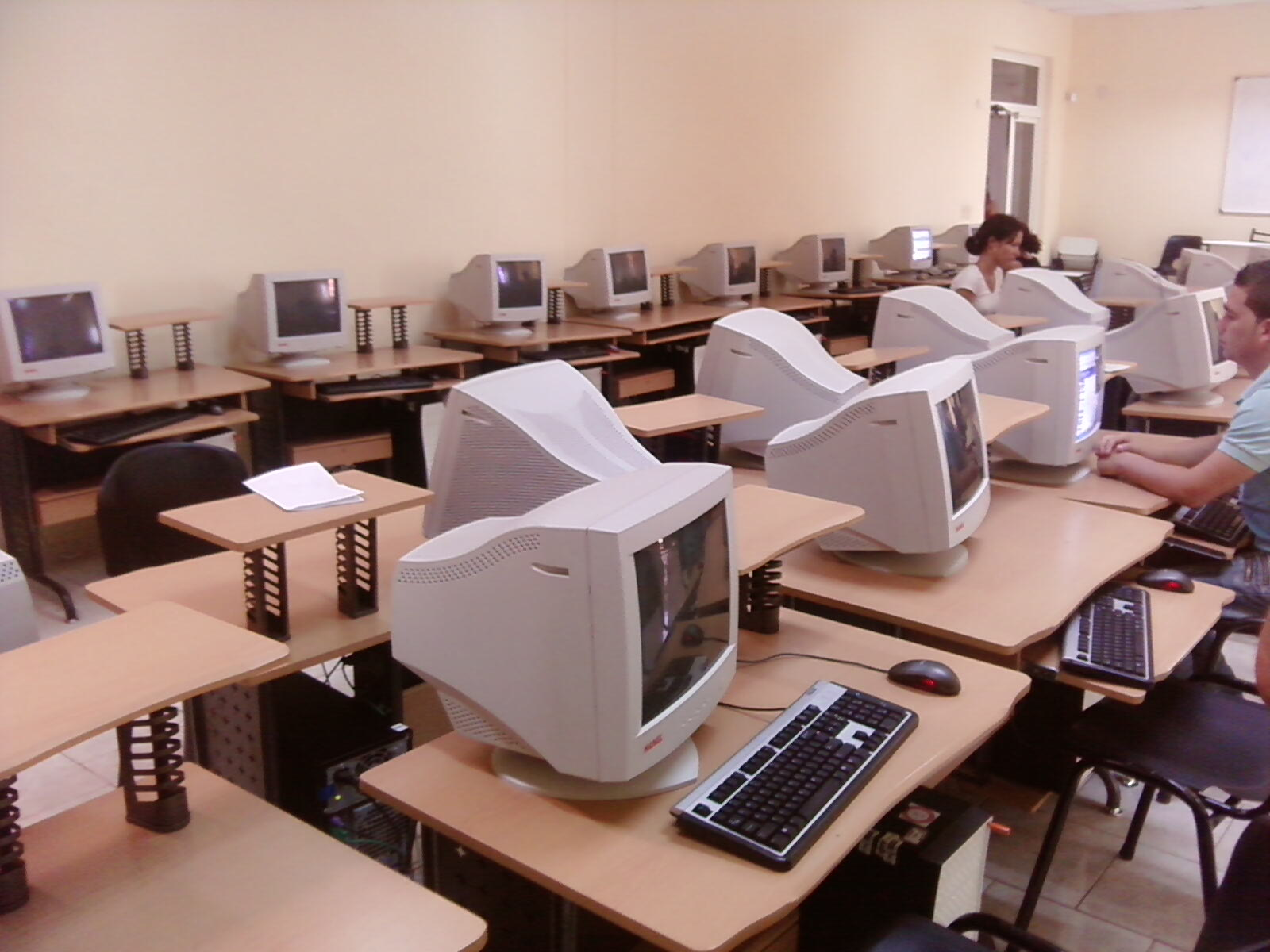
哈瓦那信息技术大学计算机实验室是古巴主要的计算机中心之一。

古巴对互联网的控制是世界最严格的。2004年国际图书馆协会联合会对古巴持续侵犯公民获取信息自由和言论自由等基本人权的行为表达了强烈的关切。从2006年建立名单开始，古巴就被无国界记者列为“互联网敌人”。古巴互联网审查等级未被开放网络促进会归类，因为缺少数据。
所有公开发布到互联网的材料必须先经过出版主管部门的批准。服务供应商可能不会对未经政府许可的个人给予发布权限。一份报告发现很多国外新闻媒体网站并未被古巴封锁，但过慢的网速和过时的技术使得普通人几乎不可能加载这些网站。政府更依赖于通过高昂的上网成本和速度缓慢的通信设施来限制互联网访问，而不是通过复杂的审查系统。
数字化媒介开始扮演更加重要的角色，古巴发生的新闻被带到了世界其他地方。古巴人不顾限制，在大使馆、网咖等地，或通过在大学、宾馆和工作场合的朋友来连接到互联网。电话的作用也在增加。古巴还见证了博客社区的兴起。例如博文作者雅尼·桑切斯就使用新媒体来描述在古巴的生活，并描述古巴政府如何侵犯人们基本的自由。桑切斯的博客“Generation Y”更是引发了国际关注。此外，桑切斯和其他受欢迎的博主令年轻人“运用言论自由的权利”来写博客的行为变得流行。新的媒介使得人们可以把抗议过程记录并同时发布到Youtube和Twitter上面，使古巴之外的人们也能看到抗议。
数字媒介在古巴的兴起逐渐引发了古巴政府对这些工具的担忧。2010年10月维基解密公开的美国外交电报指出：美国外交官认为与“传统”的异见人士相比，古巴政府更惧怕博主。从2009年开始，随着“反政府”博客平台数量增加，古巴政府开始提高自己在博客平台的存在度。
为了突破政府对互联网的控制，人们发展出了多种突破网络审查技术。除了通过在咖啡厅上网，人们还通过黑市购买网络访问账户。黑市由专家或拥有互联网访问权限的前政府官员组成。这些人将自己的用户名和密码贩卖或租借给想要访问互联网的人。

## 延伸阅读
- Tamayo, Juan O. "Cuba’s new Internet locales remain conditioned （页面存档备份，存于）." Miami Herald. June 6, 2013.
- Baron, G. and Hall, G. (2014), Access Online: Internet Governance and Image in Cuba. Bulletin of Latin American Research. doi: 10.1111/blar.12263